# HMS Älvsnabbens långresor 1953–1980
HMS Älvsnabben (M01) företog 25 långresor mellan åren 1953 och 1980. Hon gjorde därav två världsomseglingar.

## 1953–1954
Till Västafrika, Sydamerika, Mexiko och USA. Fartygschef var kommendörkapten av första graden Oscar Krokstedt (1908–1985).
Färdväg
- Göteborg
- Las Palmas de Gran Canaria, Kanarieöarna
- Freetown, Sierra Leone
- Santos, Brasilien
- Pernambuco, Brasilien
- Cartagena, Columbia
- Kingston, Jamaica
- Veracruz, Mexiko
- New Orleans, USA
- Saint Thomas, Jungfruöarna
- Teneriffa, Spanien
- Göteborg

## 1954–1955
Denna var hennes första resa runt jorden och innefattade bland annat Spanien, Asien, USA och Västindien. Fartygschef var kommendörkapten av första graden Willy Edenberg (1909–1990).
Färdväg
- Göteborg
- Valencia, Spanien
- Port Said, Egypten
- Aden, Jemen
- Bombay, Indien
- Colombo, Ceylon
- Singapore
- Bangkok, Thailand
- Manila, Filippinerna
- Tokyo, Japan
- Midway, USA
- Honolulu, USA
- San Diego, USA
- Balboa, Panama
- Santo Domingo, Dominikanska republiken
- Ponta Delgada, Azorerna
- Göteborg

## 1956
En kort sommarexpedition som gick till Norge, runt Brittiska öarna och hem genom Kielkanalen.
Färdväg
- Karlskrona
- Sandefjord, Norge
- Liverpool, England
- Söderhamn

## 1956–1957
Resan påbörjades 2 november 1956 men avbröts på grund av oroligheter i världen, (Ungernrevolten och Suezkrisen). Fartyget gick till Cádiz i Spanien och vände sedan hemåt igen. Hon startade sedan en ny, något förkortad resa 14 januari 1957. Fartygschef var kommendörkapten av första graden Anders Nilsson. Sekond var kommendörkapten av andra graden Harry Stephenson-Möller.
Färdväg 1956
- Göteborg
- Cádiz, Spanien
- Härnösand
- Göteborg

Färdväg 1957
- Göteborg
- Las Palmas de Gran Canaria, Kanarieöarna
- Bequia Island, Västindien
- La Guaira, Venezuela
- Guantánamo, Kuba
- Veracruz, Mexiko
- Havanna, Kuba
- Nassau, Bahamas
- Leixões, Portugal
- Göteborg

## 1957
Denna resa kallades också "Arktiska expeditionen 1957". Resan gick till Svalbard och Norge. Syftet var att leverera utrustning till forskare som var stationerade på Svalbard. Man hade även med sig forskare som skulle stanna på ögruppen i ett år. Resan gick delvis tillsammans med minsveparna HMS Ulvön (58), HMS Ramskär (61) och HMS Landsort (54). Fartygschef var kommendörkapten av första graden Bengt Lundvall. 
Färdväg
- Uddevalla
- Murchisonfjorden, Svalbard
- Ny-Ålesund, Svalbard
- Longyearbyen, Svalbard
- Bergen, Norge
- Göteborg
- Horsfjärden

## 1957–1958
Gick via västra Afrika, runt Sydamerika och tillbaka genom Panamakanalen. Fartygschef var kommendörkapten av första graden Fredrik Taube. Sekond var kommendörkapten av andra graden Lennart Lindgren.
Färdväg
- Karlskrona
- Málaga, Spanien
- Freetown, Sierra Leone
- Rio de Janeiro, Brasilien
- Montevideo, Uruguay
- Mar del Plata, Argentina
- Buenos Aires, Argentina
- Punta Arenas, Chile
- Valparaíso, Chile
- Juan Fernández-öarna, Chile
- Callao, Peru
- Guayaquil, Ecuador
- Balboa, Panama
- Bridgetown, Barbados
- Falmouth, England
- Göteborg

## 1958
Resan kallades också "Arktiska expeditionen 1958" och var delvis en upprepning av sommarresan 1957 (Arktiska expeditionen 1957). Gick till Svalbard och Norge. Syftet var att hämta hem de forskare som lämnats året innan och lämna av nya. Hon besökte även Murmansk på vägen tillbaka.
Färdväg
- Göteborg
- Kinnvika, Svalbard
- Isfjorden, Svalbard
- Tromsö, Norge
- Kirkenes, Norge
- Murmansk, Ryssland
- Göteborg

## 1958–1959
Gick till Västindien, Mexiko och USA:s västkust genom Panamakanalen. Fartygschef var kommendörkapten av första graden Gunnar Norström (1909–1999). Sekond var kommendörkapten av andra graden Hans Petrelius (1918–2000).
Färdväg
- Karlskrona
- Martinique, Västindien
- Cartagena, Colombia
- Galapagos, Ecuador
- Acapulco, Mexiko
- San Francisco, USA
- Victoria, Kanada
- Vancouver, Kanada
- Los Angeles, USA
- Puntarenas, Costa Rica
- Kingston, Jamaica
- Key West, USA
- Port-au-Prince, Haiti
- Dover, England
- Göteborg

## 1959–1960
Gick via Medelhavet och Suezkanalen, till Indien och östra Afrika. Fartygschef var kommendörkapten av första graden B. Hedlund.
Färdväg
- Karlskrona
- Pireus, Grekland
- Aden, Jemen
- Karachi, Pakistan
- Madras, Indien
- Calcutta, Indien
- Rangoon, Burma
- Colombo, Ceylon
- Bird Island, Seychellerna
- Mombasa, Kenya
- Djibouti
- Istanbul, Turkiet
- Messina, Italien
- Bordeaux, Frankrike
- Göteborg

## 1960
En kort resa för att deltaga i firandet av 500-årsminnet av Henrik Sjöfararens död i Lissabon.
Färdväg
- Karlskrona
- Lissabon, Portugal
- Karlskrona

## 1961–1962
Skulle egentligen ha blivit en jordenruntresa till Australien, Nya Zeeland, Tahiti och Sydamerika men fick kortas på grund av oroligheter i världen mellan Sovjetunionen och Finland. Fartygschef var kommendörkapten av första graden Yngve Rollof (1914–1998).
Den planerade rutten var:
- Karlskrona
- Tunis, Tunisien
- Massawa, Eritrea
- Bombay, Indien
- Perth, Australien
- Adelaide, Australien
- Hobart, Australien
- Sydney, Australien
- Wellington, Nya Zeeland
- Papeete, Tahiti
- Callao, Peru
- Kingston, Jamaica
- Norfolk, USA
- Falmouth, England
- Göteborg.

Den faktiska färdvägen blev:
- Karlskrona
- Gibraltar
- Tarragona, Spanien
- Tunis, Tunisien
- Casablanca, Marocko
- Las Palmas de Gran Canaria, Kanarieöarna
- Dublin, Irland
- Dartmouth, England
- Bordeaux, Frankrike
- Rouen, Frankrike
- Göteborg
- Karlskrona.

## 1962–1963
Gick till västra Afrika och Syd- och Nordamerika. Fartygschef var kommendörkapten av första graden Ulf Eklind. Sekond var kommendörkapten Sven Fredriksson.
Färdväg
- Karlskrona
- Monrovia, Liberia
- Rio de Janeiro, Brasilien
- Salvador, Brasilien
- Port of Spain, Trinidad
- Bequia Island, Västindien
- Hamilton, Bermuda
- Jacksonville, USA
- Norfolk, USA
- Dover, England
- Göteborg

## 1963–1964
Gick till Sydamerika och genom Panamakanalen till USA:s västkust. Resan skulle egentligen haft Dakar, Senegal som första anhalt med på grund av det osäkra politiska läget där fick det ändras till Las Palmas de Gran Canaria, Kanarieöarna. Fartygschef var kommendörkapten av första graden K.K. Berggren.
Färdväg
- Karlskrona
- Teneriffa, Kanarieöarna
- Las Palmas de Gran Canaria, Kanarieöarna
- Bequia Island, Västindien
- Isla Margarita, Venezuela
- Caracas, Venezuela
- Cartagena, Colombia
- Acapulco, Mexiko
- San Francisco, USA
- Manzanillo, Mexiko
- Galapagos, Ecuador
- Balboa, Panama
- Isla Cozumel, Mexiko
- New Orleans, USA
- Ponta Delgada, Azorerna
- Göteborg

## 1964–1965
Gick till västra Afrika och rundade Sydamerika genom Panamakanalen till USA:s östkust. Skulle därefter även ha gått till Ponta Delgada, Azorerna. Fartygschef var kommendörkapten av första graden Anders Låftman (1918–1977). Sekond var kommendörkapten av andra graden Gunnar Hallin.
Färdväg
- Karlskrona
- Casablanca, Marocko
- Abidjan, Elfenbenskusten
- Santos, Brasilien
- Montevideo, Uruguay
- Buenos Aires, Argentina
- Mar del Plata, Argentina
- Punta Arenas, Chile
- Valparaiso, Chile
- San Lorenzo, Peru
- Callao, Peru
- Pärlöarna, Panama
- Balboa, Panama
- Puerto Barrios, Guatemala
- Charleston, USA
- Portsmouth, England
- Göteborg

## 1965–1966
Gick till västra Afrika, Mellanamerika och genom Panamakanalen vidare till USA. Fartygschef var kommendörkapten av första graden Nils Rydström.
Färdväg
- Karlskrona
- Lissabon, Portugal
- Dakar, Senegal
- La Guaira, Venezuela
- Kingston, Jamaica
- Mazatlán, Mexiko
- Los Angeles, USA
- San Diego, USA
- Puntarenas, Costa Rica
- San Juan, Puerto Rico
- New York, USA
- Hamilton, Bermuda
- Funchal, Madeira
- Marstrand

## 1966–1967
Detta var andra och sista resan runt jorden som gick genom Medelhavet och Suezkanalen till Australien, Nya Zeeland och vidare till USA. Med på denna resa var dåvarande kronprinsen, sedermera Carl XVI Gustaf. Under denna resa förolyckades högbåtsman Sture Grundström (1936–1967). En morgon ungefär mitt emellan Hawaii och San Francisco saknades han. Troligtvis hade han fallit överbord. Sökning genomfördes av Älvsnabben med stöd av ett spaningsplan ur US Navy utan resultat.Fartygschef var kommendörkapten av första graden Lennart Lindgren (1919–2013). Sekond var kommendörkapten av andra graden Emil Charpentier.
Färdväg
- Karlskrona
- Tunis, Tunisien
- Alexandria, Egypten
- Aden, Jemen
- Colombo, Ceylon
- Isla del Coco, Australien
- Fremantle, Australien
- Hobart, Tasmanien
- Sydney, Australien
- Wellington, Nya Zeeland
- Pago Pago, Samoaöarna
- Honolulu, USA
- San Francisco, USA
- Puntarenas, Costa Rica
- Nassau, Bahamas
- Dublin, Irland
- Marstrand
- Nya Varvet, Göteborg
- Karlskrona

## 1967
Denna sommar besökte hon mestadels svenska hamnar, men gjorde även ett besök i Fredrikshamn, Danmark.
Färdväg
- Göteborg
- Karlskrona
- Karlshamn
- Horsfjärden
- Västervik
- Göteborg
- Fredrikshamn, Danmark
- Malmö
- Norrköping
- Karlskrona
- Märsgarn

## 1967–1968
Gick via västra Afrika till Syd- och Nordamerika. Fartygschef var kommendörkapten av första graden Lennart Ahrén. Sekond var kommendörkapten av andra graden Christer Fredholm.
Färdväg
- Karlskrona
- Las Palmas de Gran Canaria, Kanarieöarna
- Casablanca, Marocko
- Freetown, Sierra Leone
- Rio de Janeiro, Brasilien
- Itajaí, Brasilien
- Buenos Aires, Argentina
- Salvador, Brasilien
- Bridgetown, Barbados
- Bequia Island, Västindien
- Cartagena, Colombia
- Veracruz, Mexiko
- Key West, USA
- Philadelphia, USA
- Ponta Delgada, Azorerna
- Bordeaux, Frankrike
- Göteborg

## 1968
Även denna sommar besökte hon mestadels svenska hamnar, men gjorde även ett besök i Trondheim, Norge med anledning av det nordiska kadettmötet. Fartygschef var kommendörkapten av andra graden Christer Fredholm.
Färdväg
- Karlskrona
- Horsfjärden
- Stockholm
- Horsfjärden
- Karlskrona
- Trondheim, Norge
- Geirangerfjorden, Norge
- Karlskrona
- Hudiksvall
- Helsingborg
- Visby

## 1968–1969
Gick via Medelhavet och besökte flera hamnar där, vidare till Västindien och USA. Fartygschef var kommendörkapten av första graden Bengt Odin.
Färdväg
- Göteborg
- Tanger, Marocko
- Genua, Italien
- Tripolis, Libyen
- Dubrovnik, Jugoslavien
- Venedig, Italien
- Funchal, Madeira
- Port of Spain, Trinidad
- Willemstad, Curaçao
- Houston, USA
- Charleston, USA
- Portsmouth, England
- Karlskrona

## 1969
Denna sommar besökte hon bland annat Åbo, Finland och London, England. Fartygschef var kommendörkapten av andra graden Christer Fredholm.
Färdväg
- Åbo, Finland
- Horsfjärden
- Göteborg
- London, England
- Göteborg

## 1969–1970
Gick till Västindien, genom Panamakanalen och upp till USA:s västkust och Kanada. Fartygschef var kommendörkapten av första graden Per Broman.
Färdväg
- Göteborg
- Barbados
- Saint Lucia, Västindien
- Saint-Barthélemy, Västindien
- La Guaira, Venezuela
- Aruba, Västindien
- Cartagena, Colombia
- Guadalupeön, Mexiko
- San Diego, USA
- Vancouver, Kanada
- San Francisco, USA
- Kingston, Jamaica
- Brest, Frankrike
- Karlskrona

## 1970–1971
Gick till Medelhavet, västra Afrika, Västindien och USA. Fartygschef var kommendörkapten av första graden Victor Tornérhjelm (1920–1980).
Färdväg
- Göteborg
- Alger, Algeriet
- Dakar, Senegal
- Matadi, Kongo
- Bridgetown, Barbados
- Colón, Panama
- New Orleans, USA
- San Juan, Puerto Rico
- Funchal, Madeira
- Antwerpen, Belgien
- Karlskrona

## 1971–1972
Gick till Sydamerika, genom Panamakanalen och ner utmed Sydamerikas västkust. Hemresan gick via Medelhavet och Italien. Fartygschef var kommendörkapten av första graden Torsten Malm. Sekond var kommendörkapten av andra graden Thor Widell.
Färdväg
- Göteborg
- Ponta Delgada, Azorerna
- Port of Spain, Trinidad
- Balboa, Panama
- Pärlöarna, Panama
- San Cristóbal, Galápagosöarna
- Valparaíso, Chile
- Callao, Peru
- Willemstad, Curaçao
- Saint John, Jungfruöarna
- Funchal, Madeira
- Valletta, Malta
- Neapel, Italien
- Karlskrona

## 1972–1973
Gick via Panamakanalen och upp efter USA:s ostkust till Los Angeles och Seattle tillbaka via Panamakanalen och Florida. Fartygschef var kommendörkapten Rolf Nerpin. Sekond var kommendörkapten Göran Ahlmgren.
Färdväg
- Göteborg
- Funchal, Madeira
- Fort-de-France, Martinique
- Pärlöarna, Panama
- Los Angeles, USA
- Seattle, USA
- Acapulco, Mexiko
- Tampa, USA
- Nassau, Bahamas
- Ponta Delgada, Azorerna
- Karlskrona

## 1973–1974
Gick till västra Afrika, östra Sydamerika och genom Panamakanalen till östra Sydamerika. Fartygschef var kommendörkapten K. Ekman. Sekond var kommendörkapten Arne Segerström.
Färdväg
- Göteborg
- Dakar, Senegal
- Abidjan, Elfenbenskusten
- Salvador, Brasilien
- Rio de Janeiro, Brasilien
- Georgetown, Guyana
- Callao, Peru
- Guayaquil, Ecuador
- Panamakanalen, Panama
- La Guaira, Venezuela
- Bridgetown, Barbados
- Ponta Delgada, Azorerna
- Karlskrona

## 1974–1975
Gick till västra Afrika, östra Sydamerika, Västindien och USA. Fartygschef var kommendörkapten Hans Tynnerström.
Färdväg
- Göteborg
- Santa Cruz de Tenerife, Teneriffa
- Lagos, Nigeria
- Recife, Brasilien
- Port of Spain, Trinidad
- Cartagena, Colombia
- Houston, USA
- Charleston, USA
- San Juan, Puerto Rico
- Funchal, Madeira
- Portland, England
- Karlskrona

## 1975–1976
Gick till Medelhavet, norra Sydamerika, genom Panamakanalen till USA:s västkust och till Västindien. Fartygschef var kommendörkapten Hellström.
Färdväg
- Göteborg
- Alger, Algeriet
- Mayreau Island, Västindien
- La Guaira, Venezuela
- San Diego, USA
- Monterey Bay, USA
- San Francisco, USA
- Acapulco, Mexiko
- Galápagosöarna, Ecuador
- Balboa, Panama
- Jungfruöarna, Västindien
- Saint-Barthélemy, Västindien
- Saint John's, Västindien
- Funchal, Madeira
- Bordeaux, Frankrike
- Karlskrona

## 1976
Gick till USA för att deltaga i landets 200-årsjubileum. Även skonerten HMS Gladan deltog. Fartygschef var kommendörkapten Hellström.
Färdväg
- Göteborg
- Provincetown, USA
- New Haven, USA
- New York, USA
- Portland, USA
- Karlskrona

## 1976–1977
Gick till Medelhavet och besökte ett antal hamnar där, vidare genom Suezkanalen (som åter hade öppnats 1975 efter Suezkrisen) till Indien, Singapore och Bali. Återresa skedde också genom Suezkanalen. Fartygschef var kommendörkapten Ulf Samuelsson. 
Färdväg
- Karlskrona
- Pireus, Grekland
- Alexandria, Egypten
- Karachi, Pakistan
- Singapore
- Bali, Indonesien
- Pinang, Malaysia
- Colombo, Ceylon
- Bombay, Indien
- Haifa, Israel
- Taranto, Italien
- Karlskrona

## 1977–1978
Gick via västra Afrika till Brasilien, Västindien och USA. Återresan skedde via Medelhavet. Fartygschef var kommendörkapten Bertil Daggfeldt. Sekond var örlogskapten Bo Nyman.
Färdväg
- Karlskrona
- Dakar, Senegal
- Fernando de Noronha, Brasilien
- Salvador, Brasilien
- Fortaleza, Brasilien
- Iles du Salut (Djävulsön), Franska Guyana
- Fort-de-France, Martinique
- Mayreau Island, Västindien
- Willemstad, Curaçao
- Isla de Cozumel, Mexiko
- Veracruz, Mexiko
- New Orleans, USA
- Bimini, Bahamas
- Washington, D.C., USA
- Hamilton, Bermuda
- Tanger, Marocko
- Toulon, Frankrike
- Karlskrona

## 1978–1979
Gick via Medelhavet till västra Afrika och vidare till Sydamerika, Västindien och USA. Fartygschef var kommendörkapten Roderick Klintebo.
Färdväg
- Göteborg
- Palermo, Sicilien
- Málaga, Spanien
- Dakar, Senegal
- Abrolhosöarna, Brasilien
- Rio de Janeiro, Brasilien
- Bridgetown, Barbados
- Bequia Island, Västindien
- La Guaira, Venezuela
- Saint-Barthélemy, Västindien
- Savannah, USA
- Funchal, Madeira
- Isle of Skye, Skottland
- Aberdeen, Skottland
- Karlskrona

## 1979–1980
Detta var den 25:e och sista långresan. Gick över Atlanten och genom Panamakanalen, besök i Mexiko, USA:s västkust samt Kanada. Återresa genom Panamakanalen och via Västindien. Fartygschef var kommendörkapten Carl-Gustaf Hammarskjöld.
Färdväg
- Göteborg
- Ponta Delgada, Azorerna
- Port of Spain, Trinidad
- Acapulco, Mexiko
- Catalina Island, USA
- San Francisco, USA
- Vancouver, Kanada
- Los Angeles, USA
- Galapagos, Ecuador
- Balboa, Panama
- Tortola, Västindien
- Santo Domingo, Dominikanska republiken
- Lissabon, Portugal
- Karlskrona